# 亨利二十四世 (羅伊斯-科斯特利茨)
亨利二十四世（德語：Heinrich XXIV.，1681年7月26日—1748年7月24日），第一任羅伊斯-科斯特利茨伯爵，1692年至1748年在位。父親是羅伊斯-施萊茨的亨利一世。

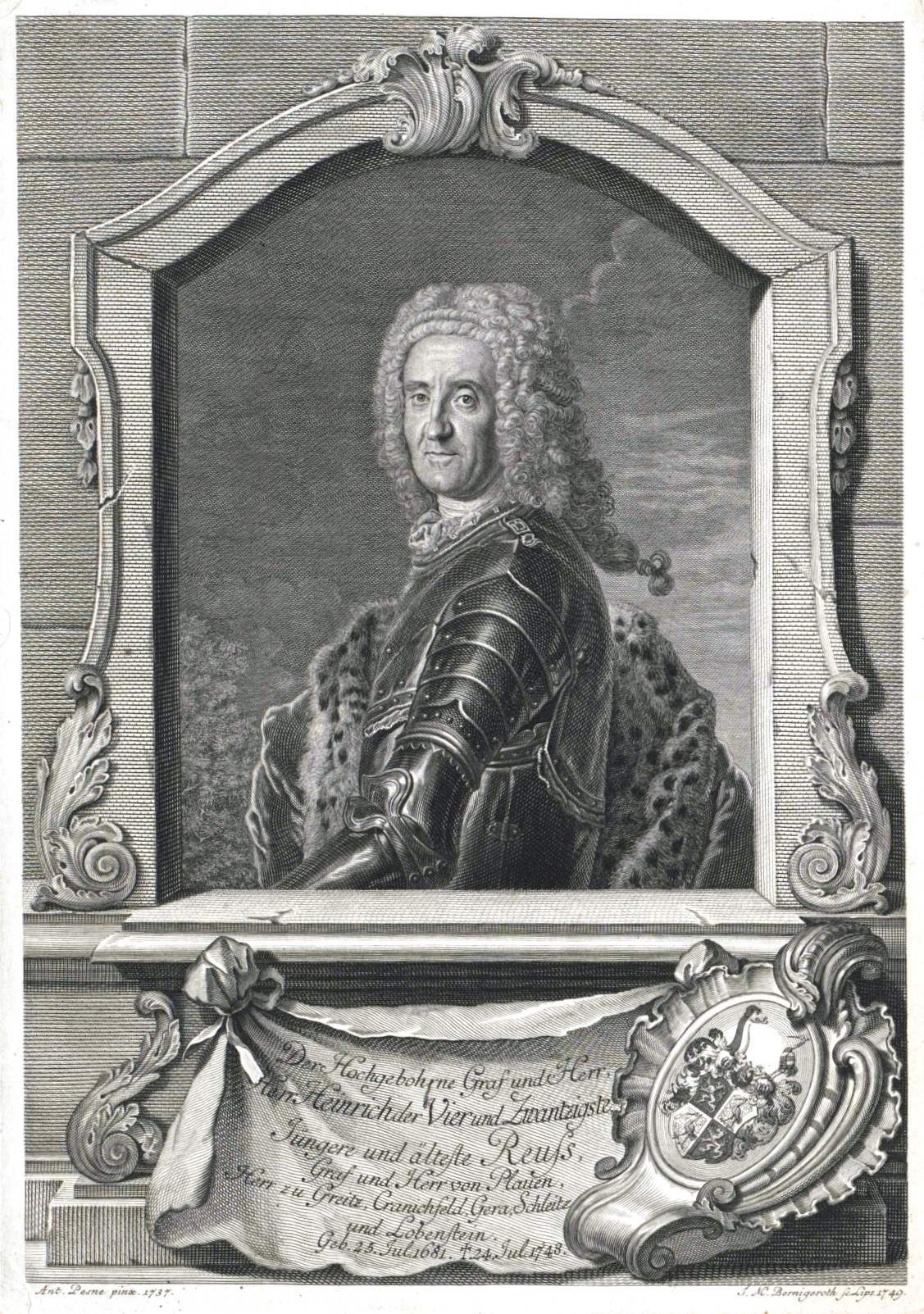

## 家庭
1704年，亨利與普羅姆尼茲-迪特斯巴赫的艾蕾諾爾結婚，兩人共有5子3女：
1. 亨利五世（1706年—1713年），夭折
2. 亨利六世（英语：Heinrich von Reuss）（1707年—1783年）
3. 路易絲（1710年—1756年）
4. 亨利九世（1711年—1780年）
5. 索菲亞（1712年—1781年）
6. 亨利十世（1715年—1741年）
7. 康拉汀娜·艾蕾諾拉（1719年—1770年），亨利十三世的母親
8. 亨利二十三世（1722年—1787年）